# Tlacojalpan
Tlacojalpan es una localidad del estado mexicano de Veracruz. Es cabecera del municipio de Tlacojalpan.

## Demografía
| Censo | Población |
| ----- | --------- |
| 1900  | 515       |
| 1910  | 1263      |
| 1921  | 1174      |
| 1930  | 1370      |
| 1940  | 1633      |
| 1950  | 1745      |
| 1960  | 2449      |
| 1970  | 2962      |
| 1980  | 2471      |
| 1990  | 3769      |
| 1995  | 3980      |
| 2000  | 4003      |
| 2005  | 3836      |
| 2010  | 4006      |
| 2020  | 3965      |